# 잠비아 대통령
잠비아의 대통령(President of Zambia)은 잠비아의 국가원수이다. 임기는 5년이며, 1번의 중임이 가능하다. 현재 잠비아의 대통령은 하카인데 히칠레마이다.

## 역대 대통령 목록(1964년~현재)
| 대 | 사진            | 이름 (출생일-사망일)        | 취임일           | 퇴임일           | 정당                     | 비고         |
| -- | --------------- | --------------------------- | ---------------- | ---------------- | ------------------------ | ------------ |
| 1  |                 | 케네스 카운다 (1924-2021)   | 1964년 10월 24일 | 1991년 11월 2일  | 통일민족독립당 (UNIP)    |              |
| 2  |                 | 프레데릭 칠루바 (1943-2011) | 1991년 11월 2일  | 2002년 1월 2일   | 다당제민주주의운동 (MMD) |              |
| 3  |                 | 레비 음와나와사 (1948-2008) | 2002년 1월 2일   | 2008년 8월 19일  | 다당제민주주의운동 (MMD) | 임기 중 사망 |
| -  |                 | 루피아 반다 (1937-2022)     | 2008년 6월 29일  | 2008년 11월 2일  | 다당제민주주의운동 (MMD) | 권한대행     |
| 4  | 2008년 11월 2일 | 루피아 반다 (1937-2022)     | 2011년 9월 23일  |                  | 다당제민주주의운동 (MMD) |              |
| 5  |                 | 마이클 사타 (1937-2014)     | 2011년 9월 23일  | 2014년 10월 28일 | 애국전선 (PF)            | 임기 중 사망 |
| -  |                 | 가이 스콧 (1944- )          | 2014년 10월 28일 | 2015년 1월 25일  | 애국전선 (PF)            | 권한대행     |
| 6  |                 | 에드거 룽구 (1956-2025)     | 2015년 1월 25일  | 2021년 8월 24일  | 애국전선 (PF)            |              |
| 7  |                 | 하카인데 히칠레마 (1962- )  | 2021년 8월 24일  | 현재             | 국가개발통일당 (UPND)    |              |

## 같이 보기
- 잠비아의 총리